# Острова Воронина
Острова́ Воро́нина — группа из двух островов в восточной части Карского моря. Фактически, архипелаг представляет собой один остров с обширной песчаной косой, простирающейся к северо-востоку и отделённой от главного острова узким и мелководным проливом. Длина главного острова — 4 км, максимальная ширина — 2 км. Длина песчаной косы — более 2 км, максимальная ширина не более 500 м. Находятся в 130 км к западу от архипелага Северная Земля и в 72 км к NNE от островов Сергея Кирова. Покрыты тундровой растительностью, морская акватория вокруг островов большую часть года покрыта льдом.
Западная часть острова холмистая. На западном берегу обрыв до 10 м высотой. К востоку, в мелководную лагуну между основным островом и песчаной косой, стекают несколько коротких пересыхающих ручьёв. На южной оконечности острова функционировала автоматическая радиометеорологическая станция. Принадлежат к территории Красноярского края, входят в состав Большого Арктического заповедника. Своё название острова получили в честь Владимира Воронина.